# Neoclytus unicolor
Neoclytus unicolor là một loài bọ cánh cứng trong họ Cerambycidae.